# Сеабра, Вашку
Вашку Сезар Фрейре ди Сеабра (порт. Vasco César Freire de Seabra; род. 15 сентября 1983, Пасуш-ди-Феррейра) — португальский тренер.

## Карьера
Вашку Сеабра родился в Пасуш-ди-Феррейра. До шести лет он занимался плаванием и музыкой. Играл на молодёжном уровне за «Пасуш де Феррейра» в качестве нападающего и полузащитника, завершив карьеру в возрасте 18 лет. После работы в качестве ассистента главного тренера в начале 2013 года Сеабра начал работать в качестве главного тренера любительской команды «Лиша» в Футбольной ассоциации Порту. Вскоре он стал главным тренером молодёжной команды «Пасуш де Феррейра».
29 ноября 2016 года Сеабра стал главным тренером «Пасуш де Феррейра», сменив на этом посту Карлуша Пинту. Свой первый матч в чемпионате Португалии он провёл 5 декабря, где выиграл со счётом 2:1 у «Боавишты». По итогам сезона его команда закончила сезон на 13-м месте. Сеабра был уволен 23 октября 2017 года после гостевого поражения от «Порту» со счётом 6:1; на этот момент команда оказалась на 13-м месте в чемпионате и выбыла из розыгрыша Кубка Португалии.
24 января 2018 года Вашку Сеабра возглавил «Фамаликан», с которым заключил контракт до конца сезона 2018/19. Однако в июне того же года на этом посту его сменил Сержиу Виейра, хотя у Вашку оставался год по контракту.
31 мая 2019 года Сеабра возглавил «Мафру», и перед ним была поставлена задача сохранить команду во второй лиге. Заняв четвёртое место во второй лиге, а также выведя клуб в 1/8 кубка Португалии, обыграв на выезде «Морейренсе», он подал в отставку.
30 июля 2020 года Сеабра стал главным тренером «Боавишты», заключив контракт на два года. Он ушёл с этого поста 8 декабря, выиграв всего единожды и сыграв пять раз вничью, проведя при этом всего 9 матчей в лиге.
Через месяц он заключил контракт с «Морейренсе» до июня 2022 года. После восьмого места в чемпионате его контракт был расторгнут на год раньше, и его заменил Жоау Энрикеш.
13 ноября 2021 года Сеабра стал вторым тренером «Маритиму» в сезоне, сменив на этом посту Хулио Веласкеса. 5 сентября 2022 года Вашку Сеабра был уволен после пяти поражений на старте сезона 2022/23.